# Wildrijk
Wildrijk is een natuurgebied in de Noord-Hollandse gemeente Schagen, nabij de plaats Sint Maartenszee, gelegen in de Zijpepolder.
Het gebied is 17 ha groot. Het bestaat uit bos.
Vanouds was dit een buitengoed, aangelegd in 1630 door koopman Henric Hoogkamer, als Plantagie Het Wildrijck.
In 1939 werd het goed aangekocht door het in 1936 opgerichte Noordhollands Landschap en was daarmee de eerste aankoop van deze vereniging. Eigenaar van het goed was voordien graaf Bentinck.
Het is een bos waarin nog een 16-tal bunkers uit de Tweede Wereldoorlog te vinden zijn. Het bos ligt tegenwoordig te midden van bollenvelden, die diep ontwaterd zijn. Met behulp van een vijzel wordt schoon duinwater aan de slootjes in het bos toegevoerd.
Naast de aanwezigheid van tal van vogels en een zestal vleermuissoorten vindt men er wilde narcis, bosanemoon, knikkende vogelmelk en voorjaarszonnebloem. Bijzonder zijn ook de vele boshyacinten in de 2e helft van april die de bodem bedekken.
In het gebied is een wandeling van 2 km uitgezet.